# Berthe Fouchère
Berthe Fouchère  est une institutrice, syndicaliste, féministe et militante politique née le 25 janvier 1899 à Urzy (Nièvre) et morte à Montataire (Oise) le 20 avril 1979.

## Biographie
L'engagement de Berthe Fouchère débute après la Première Guerre mondiale. Institutrice dans la commune nivernaise de Poil à partir de 1920, elle y ouvre une cellule communiste,. Elle est aussi militante syndicale et membre de la SFIO. 
Elle rédige notamment des articles dans le journal de la fédération socialiste, usant des pseudonymes d'Irma Taury ou de « La Rebelle », qui lui valent des condamnations devant les tribunaux et des suspensions de fonction par la hiérarchie académique.
Dans la préparation du congrès de Tours, elle se prononce pour l'adhésion à la IIIe Internationale mais, révoquée en 1923 de l'enseignement pour ses engagements politiques, elle doit quitter la Nièvre, et travaille en Algérie, puis en Roumanie et enfin en Allemagne. Pendant cette période, elle s'éloigne du mouvement communiste et se rapproche d'Otto Bauer, qui prône une sorte d'entre-deux entre la social-démocratie et le communisme, dont elle devient une des collaboratrices à Vienne, avant d'être réintégrée dans l'enseignement, dans une école de l'Oise, à Thury-sous-Clermont.
Militante syndicaliste, elle participe aux activités de la majorité fédérale de la Fédération unitaire de l'enseignement, très forte dans le département, et revient à la SFIO. Déléguée de l'Oise lors de plusieurs congrès nationaux du parti entre 1935 et 1937, elle défend les positions de Marceau Pivert, d'abord au sein de la Bataille socialiste, puis de la Gauche révolutionnaire. Elle est membre suppléante de la commission administrative permanente de la SFIO de 1937 à 1939.
Après l'exclusion de Pivert et de ses soutiens lors du congrès de Royan (1938), elle ne les suit pas au Parti socialiste ouvrier et paysan, mais reste à la SFIO, et participe à la motion « Redressement », soutenue lors du congrès de Nantes (1939) par Maurice Deixonne, Ludovic Zoretti et Georges Soulès. Pendant la guerre, elle est d'abord déplacée en Bretagne, puis révoquée. Elle retrouve un poste à la Libération, dans une école de Montataire.
Lors de la scission syndicale de 1947, elle soutient l'adhésion de la fédération de l'éducation nationale à Force ouvrière, et siège brièvement dans les instances départementale de cette confédération. Son engagement dans la SFIO se fait dans cette période surtout sur les questions féministes. Membre de la commission féminine nationale du parti à partir de 1947, elle est en la secrétaire générale de 1948 à 1952 et conserve, après ce mandat, une influence importante en son sein. Défendant au sein du parti, malgré son anticommunisme virulent, une position hostile à la « troisième force » et à l'évolution droitière de Guy Mollet, elle est assez systématiquement candidate au comité directeur, mais n'est jamais élue.
En 1959, elle participe à la création du Parti socialiste autonome, elle devient, en 1960, secrétaire de la fédération de l'Oise du Parti socialiste unifié. Ayant rejoint le Parti socialiste au moment de l'unification et du congrès d'Epinay, elle est une des responsables fédérales du parti dans l'Oise.
Elle meurt en avril 1979 dans son domicile de Montataire. François Mitterrand assiste à ses funérailles.

## Ouvrages
- La Vie héroïque de Rosa Luxembourg in Revue Spartacus. N°25, mars 1948